# 于天敏
于天敏（1964年1月—），男，汉族，重庆人。1986年5月加入中国共产党，1986年7月参加工作。西南政法学院法律系毕业，研究生学历，法学博士学位。中华人民共和国政治人物、第十三届全国人民代表大会辽宁地区代表。

## 生平
2015年5月，任重庆市人民检察院副检察长、党组副书记。2017年1月，任辽宁省人民检察院检察长、党组书记。2018年2月24日，当选为第十三届全国人大代表。2019年3月，任中共辽宁省委常委、政法委书记。2024年1月，于天敏当选为辽宁省政协副主席。